# تومي لوغران
تومي لوغران (بالإنجليزية: Tommy Loughran)‏ مواليد 29 نوفمبر 1902 في فيلادلفيا - الوفاة 7 يوليو 1982 في ألتونا، كان ملاكم أمريكي سابق صنّف ضمن فئة الوزن الثقيل.

## إحصائيات
خاض خلال مسيرته 169 نزالا، فاز في 121 وتعادل في 14 وخسر في 32. فاز بالضربة القاضية في 14 نزالا.

## روابط خارجية
- تومي لوغران على موقع بوكس ريك (الإنجليزية) (registration required)